# Pachycondyla arcuata
Pachycondyla arcuata är en myrart som först beskrevs av Vladimir Aphanasjevich Karavaiev 1925.  Pachycondyla arcuata ingår i släktet Pachycondyla och familjen myror. Inga underarter finns listade i Catalogue of Life.